# Ekaterina Feoktistovna Shavrina
Ekaterina Feoktistovna Shavrina (tiếng Nga: Екатерина Феоктистовна Шаврина; sinh 15 tháng 12, 1942) là một nữ ca sĩ nhạc dân ca người Liên Xô và Nga. Bà được phong tặng danh hiệu Nghệ sĩ Nhân dân Liên bang Nga vào năm 1995. Bà là ca sĩ Xô Viết duy nhất từng hai lần độc tấu tại hội trường của Liên Hợp Quốc vào các năm 1981 và 1983.

## Tiểu sử
Shavrina sinh ngày 15 tháng 12 năm 1942 tại làng Pyshma, tỉnh Sverdlovsk, Nga. Cha là Shavrin Feoktist Evstigneevich, làm nghề tài xế. Mẹ là Mostovshchikova Feodosia Evgenievna, làm nội trợ. Bà có một anh trai và năm chị em gái. Shavrina lớn lên ở thành phố Perm. Khi còn nhỏ, bà đã trải qua một cuộc phẫu thuật vì không thể nói được cho đến khi gần 4 tuổi. Bà cũng sớm mồ côi cha lẫn mẹ.
Lớn lên, bà làm nghề quét dọn trong Nhà văn hóa Sverdlov và làm giám sát trong xưởng Dinamika thuộc Nhà máy điện thoại Perm. Năm 14 tuổi, Shavrina xuất hiện lần đầu trên sân khấu toàn liên bang dành cho nghệ sĩ nghiệp dư ở Moskva. Bà là nghệ sĩ độc tấu trong dàn hợp xướng dân gian Nga Osinsky của vùng Perm. Năm 16 tuổi, bà gia nhập Dàn hợp xướng Dân gian Volga ở Kuibyshev. Sau đó, bà vào học trường y nhưng không qua được năm đầu tiên vì không thi đậu môn tiếng Latinh. Shavrina tốt nghiệp Khóa đào tạo Sáng tạo Toàn Nga về Tạp kỹ ở trường M.M. Ippolitov-Ivanov và Trường Lunacharsky - GITIS.
Shavrina nổi lên nhờ biểu diễn các ca khúc "Naryan-Mar" ("Нарьян-Мар"), "Hoa chuông" ("Колокольчики") và "Cây bạch dương" ("Тополя") của nhạc sĩ Grigory Fedorovich Ponomarenko. Năm 1964, bà trở thành nghệ sĩ độc tấu của Mosconcert. Năm 1967, bà thủ vai chính trong bộ phim Hai giờ trước đó (На два часа раньше). Năm 1969, bà góp mặt trong bộ phim Moksva bằng âm nhạc, biểu diễn bài hát "Dù sao cũng vậy rồi" ("Что было, то было").
Năm 1972, bà diễn bài "Tôi ngắm mặt hồ xanh" cho bộ phim truyền hình Ảo ảnh ban trưa.
Năm 1981, bà tốt nghiệp trường Lunacharsky - GITIS, chuyên ngành đạo diễn, do Joakim Georgievich Sharoev giảng dạy.
Nhiều bộ phim truyền hình đã làm về Shavrina như Bài ca nước Nga (Песни России, 1978), Khoảnh khắc... (Мгновения, 1986), Số phận an bài (Судьба-судьбинушка, 1994).
Vào tháng 3 năm 2014, bà gặp tai nạn xe hơi tại Km 36 trên xa lộ liên bang A-101 Moskva - Roslavl. Chiếc Honda CR-V của bà bị mất lái và lao vào làn đường ngược chiều, tông trực diện với một chiếc Audi A4. Em gái của bà là Tatyana Mudretsova (62 tuổi) tử vong tại chỗ. Shavrina cùng một hành khách trên xe Honda và một hành khách trên xe Audi bị thương nặng. Nữ ca sĩ được chẩn đoán chấn thương kín vùng đầu và gãy xương mặt. Giới chức đã khởi tố vụ án hình sự theo Khoản 3 Điều 264 Bộ luật Hình sự Liên bang Nga về tội "Vi phạm các quy tắc về đường bộ và điều khiển phương tiện giao thông, dẫn đến chết người do vô ý". Tháng 1 năm 2015, các bên đạt được thỏa thuận hòa giải và vụ án được khép lại.

## Album
- 1985  - Tôi hát nhạc Nga
- 1994  - Giả vờ
- 1996  - Đắm mình trong tình yêu
- 1996  - Ôi sao đêm nay...
- 2001  - Ôi băng giá
- 2001  - Gọi tên bốn mùa
- 2002  - Cỏ dại
- 2003  - Dân ca Nga
- 2003  - Tôi chưa từng yêu đến thế
- 2004  - Men tình
- 2006  - Cây bạch dương
- 2007  - Tôi ngắm mặt hồ xanh
- 2008  - Hoa cúc nở đầy nước Nga
- 2009  - Tình yêu không tan biến
- 2010  - Hát về nước Nga
- 2011  - Chú ếch trên sông
- 2013  - Rót rượu thôi!
- 2013  - Tôi tin!
- 2015  - Ngày xưa tươi đẹp
- 2017  - Nhạc yêu cầu

## Đời tư
Năm 1983, bà kết hôn với nhạc sĩ Grigory Lazdin (mất năm 2005). Họ có hai con gái sinh đôi là Zhanna và Ella.
Bà yêu thích trượt tuyết, trượt băng, nhào lộn, không uống rượu, không hút thuốc. Bà thích nghe nhạc cổ điển, đọc sách viết về lịch sử, sân khấu và điện ảnh. Loại hình nghệ thuật yêu thích của bà là múa ba lê. Bà cũng yêu thích động vật.

## Danh hiệu và giải thưởng
- Nghệ sĩ Ưu tú CHXHCNXV LB Nga (1983)
- Nghệ sĩ Nhân dân Liên bang Nga (1995)[8]
- Giải thưởng Komsomol Lenin
- Giải thưởng Komsomol Moskva
- Huân chương "Lao động quên mình vì Tổ quốc".
- Huân chương "Phụng sự nghệ thuật".
- Huy chương vàng "Người bảo trợ nghệ thuật của thế kỷ".
- Công dân danh dự của 11 thành phố.